# Ehnen
Ehnen (Luxemburgs: Einen) is een plaats aan de Moezel in de gemeente Wormeldange en het kanton Grevenmacher in Luxemburg.
Ehnen telt 501 inwoners (2001). De Sint-Rochuskerk is de enige ronde kerk van het Groot-Hertogdom. Verder is er een wijnmuseum.

## Afbeeldingen

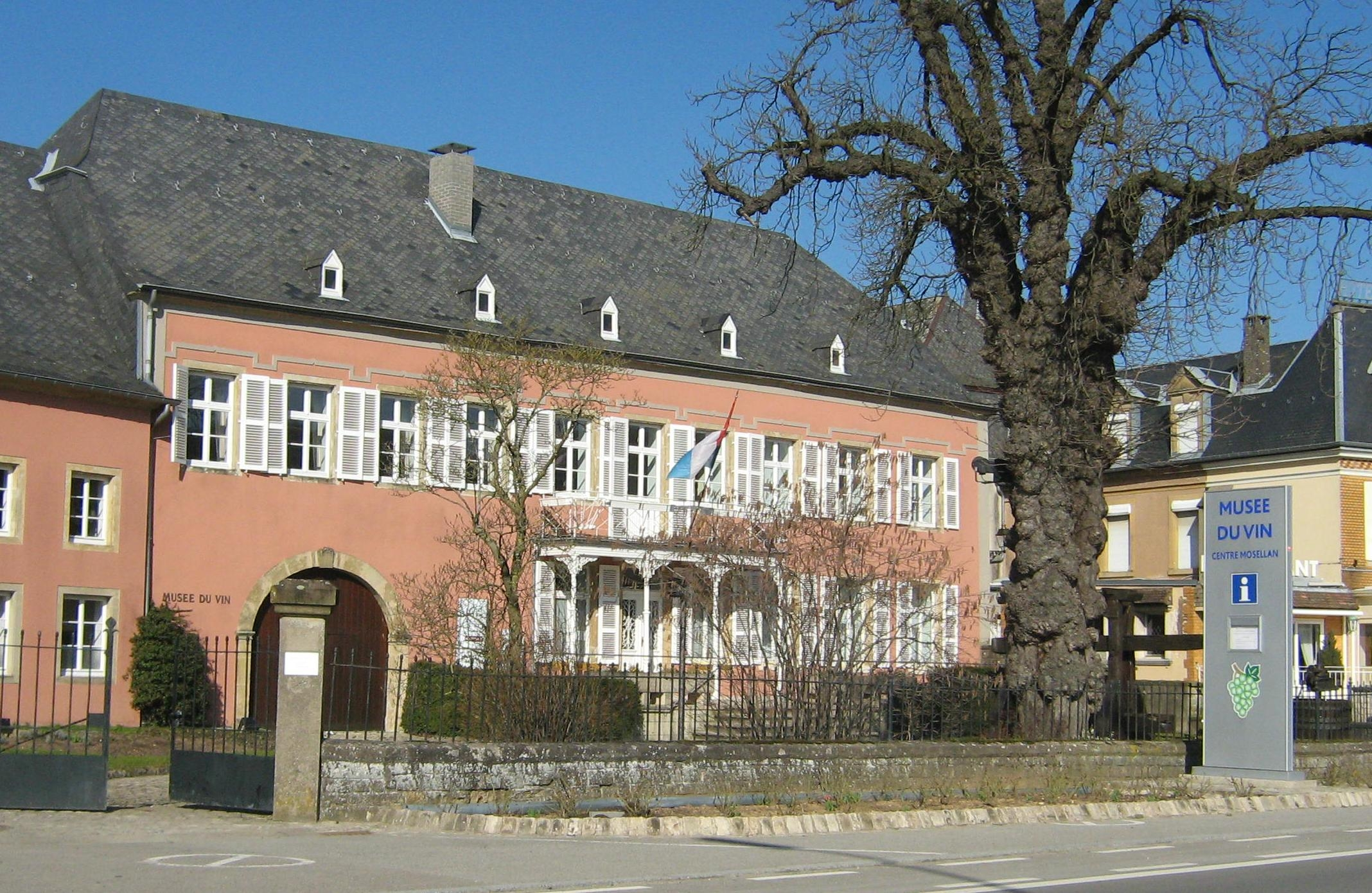
Het wijnmuseum te Ehnen
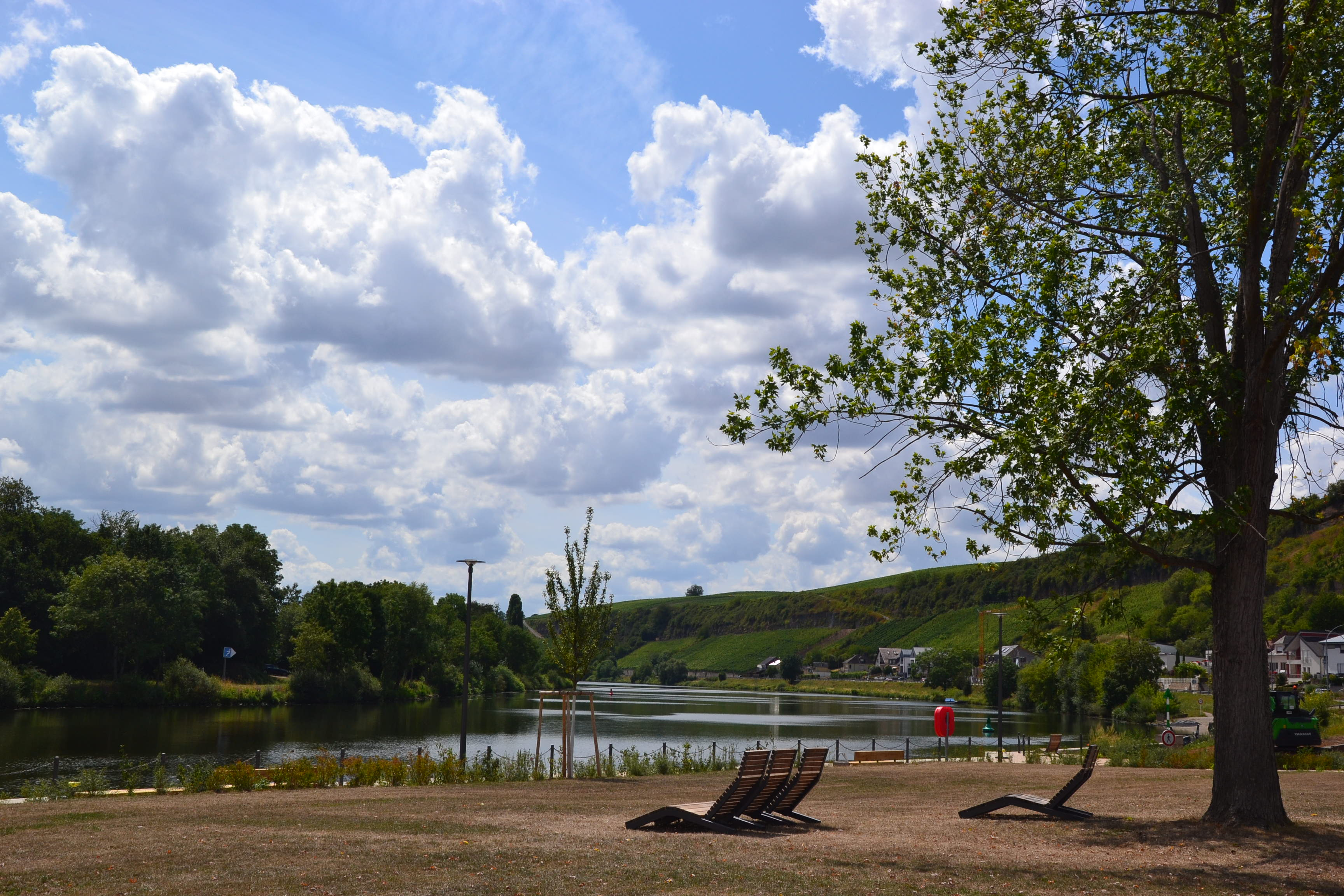
De Moezel bij Ehnen